# 슈테파니 츠바이크

슈테파니 츠바이크(독일어: Stefanie Zweig, 1932년 9월 19일 ~ 2014년 4월 25일)는 독일의 유대계 여성 작가이다.

## 생애
츠바이크는 1998년 발표한 그녀의 자전적 소설인 《아프리카, 나의 노래》(Nowhere in Africa)로 잘 알려져 있다. 유대인이었던 그녀의 가족은 그녀가 다섯살이던 1938년 나치를 피해 아프리카의 케냐로 도피하였고, 유년 시절을 케냐의 농장에서 보내면서 영어 기숙학교에 다녔다.
그녀의 첫 아프리카 소설은 1980년 발표한 《한 입의 흙》(A Mouth Full of Earth)으로, 독일 독일 청소년 도서상 후보에 올랐고, 한스 크리스티안 안데르센 상의 명예 목록에 선정되었으며, 1995년 왕립 네덜란드 지리학 협회에서 최고 청소년 도서로 뽑혀 유리알 지구본 상을 받았다.
프랑크푸르트의 타블로이드 신문사에서 오랜 기간 편집장으로 있었으며 이후 아동 문학과 소설을 썼다. 독일 내에서는 유명한 작가이지만 아직 영어나 다른 언어로 번역된 작품은 적다.

## 기타
- 오스트리아의 작가 슈테판 츠바이크(Stefan Zweig, 1881년 11월 28일 ~ 1942년 2월 22일)와는 다른 인물이다.[1]